# أمبيتاسفير
أمبيتاسفير هو مضاد فيروسي يستخدم لعلاج التهاب الكبد الفيروسي ج. حصل على ترخيص إدارة الغذاء والدواء الأمريكية ليستخدم مع باريتابريفير وريتونافير وداسابوفير في منتج يسمى فيكيرا باك لعلاج النمط الأول من التهاب الكبد الفيروسي ج، ومع باريتابريفير وريتونافير في منتج اسمه Technivie لعلاج النمط الرابع.
يثبط أمبيتاسفير بروتين في فيروس التهاب الكبد نوع ج يسمى NS5A.